# Xã Kingery, Quận Thomas, Kansas
Xã Kingery (tiếng Anh: Kingery Township) là một xã thuộc quận Thomas, tiểu bang Kansas, Hoa Kỳ. Năm 2010, dân số của xã này là 87 người.